# Anniina Mikama
Anniina Mikama (ur. 1977 w Tampere) – fińska pisarka i ilustratorka. Autorka książek dla dzieci i młodzieży. Za swoje powieści dwukrotnie otrzymała Nagrodę Topeliusa (w 2019 i w 2022). Była nominowana do nagród Finlandia-palkinnon (2019 za powieść Uczeń kuglarza) oraz Nuori Aleksis (2021). Studiowała sztuki wizualne i projektowanie graficzne w Pekka Halosen akatemia. W Polsce jej trylogia Magik i złodziejka, w tłumaczeniu Sebastiana Musielaka, została wydana przez Wydawnictwo Dwukropek.

## Nagrody
- 2019 - Nagroda Topeliusa za powieść Magik i złodziejka
- 2022 - Nagroda Topeliusa za powieść Myrrys

## Twórczość

### Powieści
- Myrrys, 2021

#### TrylogiaMagik i złodziejka
- Magik i złodziejka, 2018 (wyd. polskie 2021)[5]
- Uczeń kuglarza, 2019 (wyd. polskie 2021)[6]
- Władcy iluzji, 2020 (wyd. polskie 2022)[7]